# Gonomyia digitifera
Gonomyia digitifera är en tvåvingeart som beskrevs av Alexander 1924. Gonomyia digitifera ingår i släktet Gonomyia och familjen småharkrankar.
Artens utbredningsområde är Fiji. Inga underarter finns listade i Catalogue of Life.